# Casandra

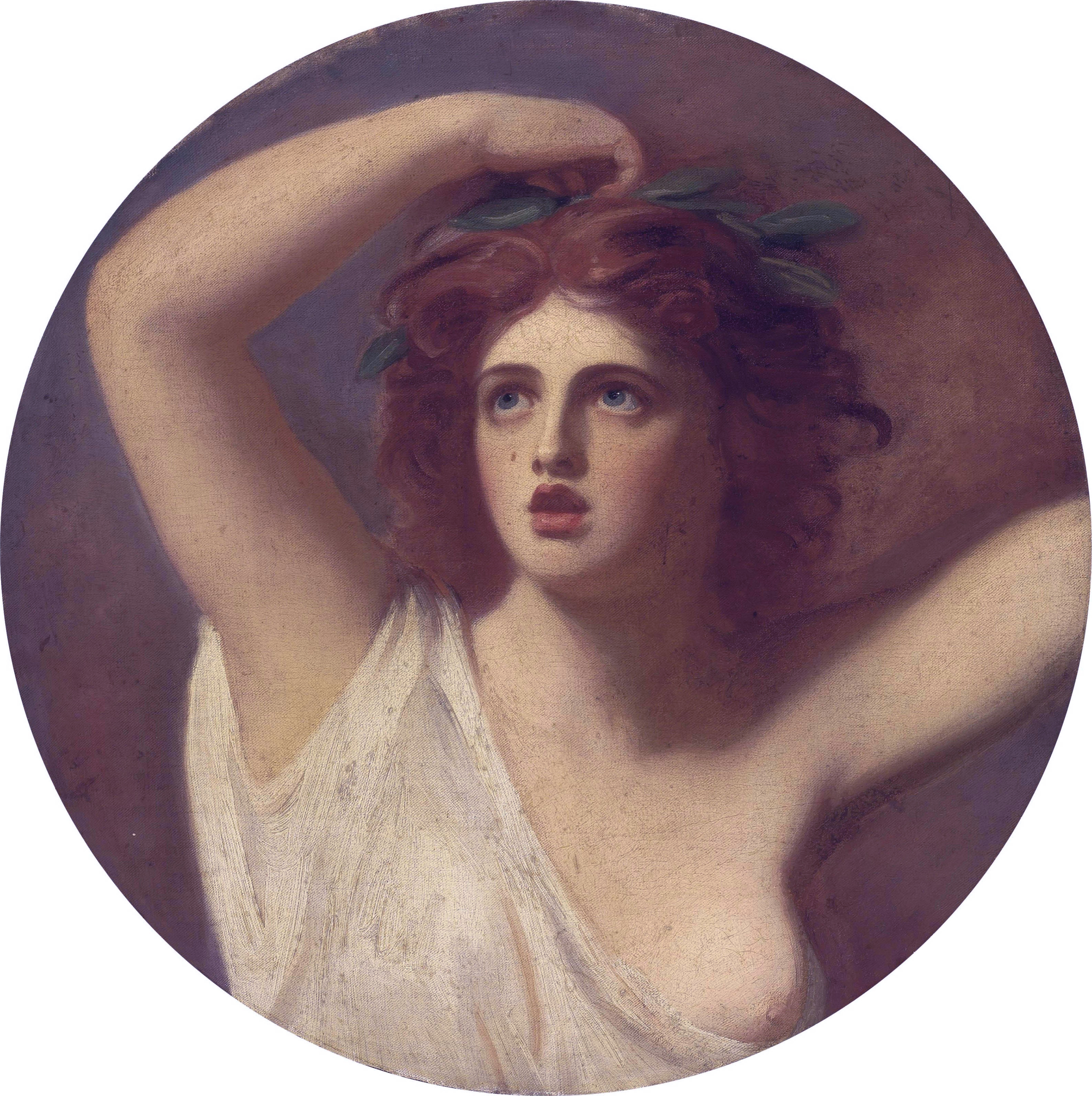
Retrato de George Romney: Emma Hamilton en el papel de Cassandra.

En la mitología griega, Casandra (en griego antiguo, Κασσάνδρα Kassándra «la que enreda a los hombres» o «hermana de los hombres») era hija de Hécuba y Príamo, reyes de Troya, y hermana de Paris y Héctor. Casandra fue sacerdotisa de Apolo, con quien pactó, a cambio de un encuentro carnal, la concesión del don de la profecía. Sin embargo, cuando accedió a los arcanos de la adivinación, Casandra rechazó el amor del dios; este, viéndose traicionado, la maldijo escupiéndole en la boca: seguiría teniendo su don, pero nadie creería jamás en sus pronósticos. Tiempo después, ante su anuncio repetido de la inminente caída de Troya, ningún ciudadano dio crédito a sus vaticinios. Ella, junto con Laocoonte, fueron los únicos que predijeron el engaño en el caballo de Troya. Dares Frigio dice que «era de mediana estatura, de boca redonda, pelirroja, de ojos chispeantes y adivina del futuro».

## Mito
Apolo amaba a Casandra infinitamente pero, cuando ella no le correspondió, él la maldijo: su don se convertiría en una fuente continua de dolor y frustración, ya que nadie creería sus predicciones. En algunas versiones de este mito, Apolo escupe en su boca al maldecirla; en otras versiones griegas este acto suele suponer la pérdida del don recientemente adquirido, pero el caso de Casandra es diferente. En Orestes ella promete a Apolo que se convertirá en su consorte, pero no lo cumple, por lo que desata su ira.

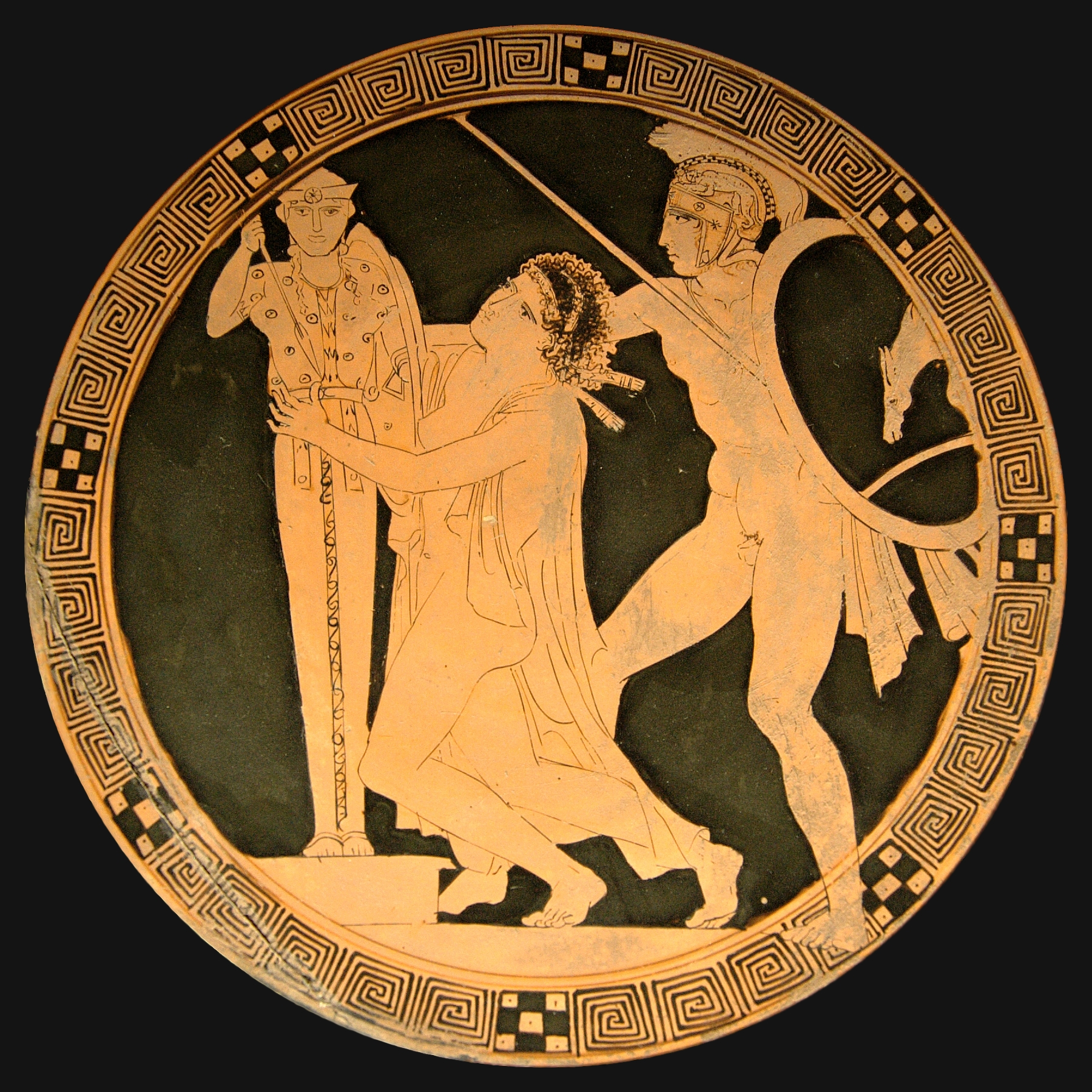
Áyax, hijo de Oileo se dispone a arrastrar a Casandra agarrada a la estatua de Atenea. Copa ática de figuras rojas, (440-430 a. C.).

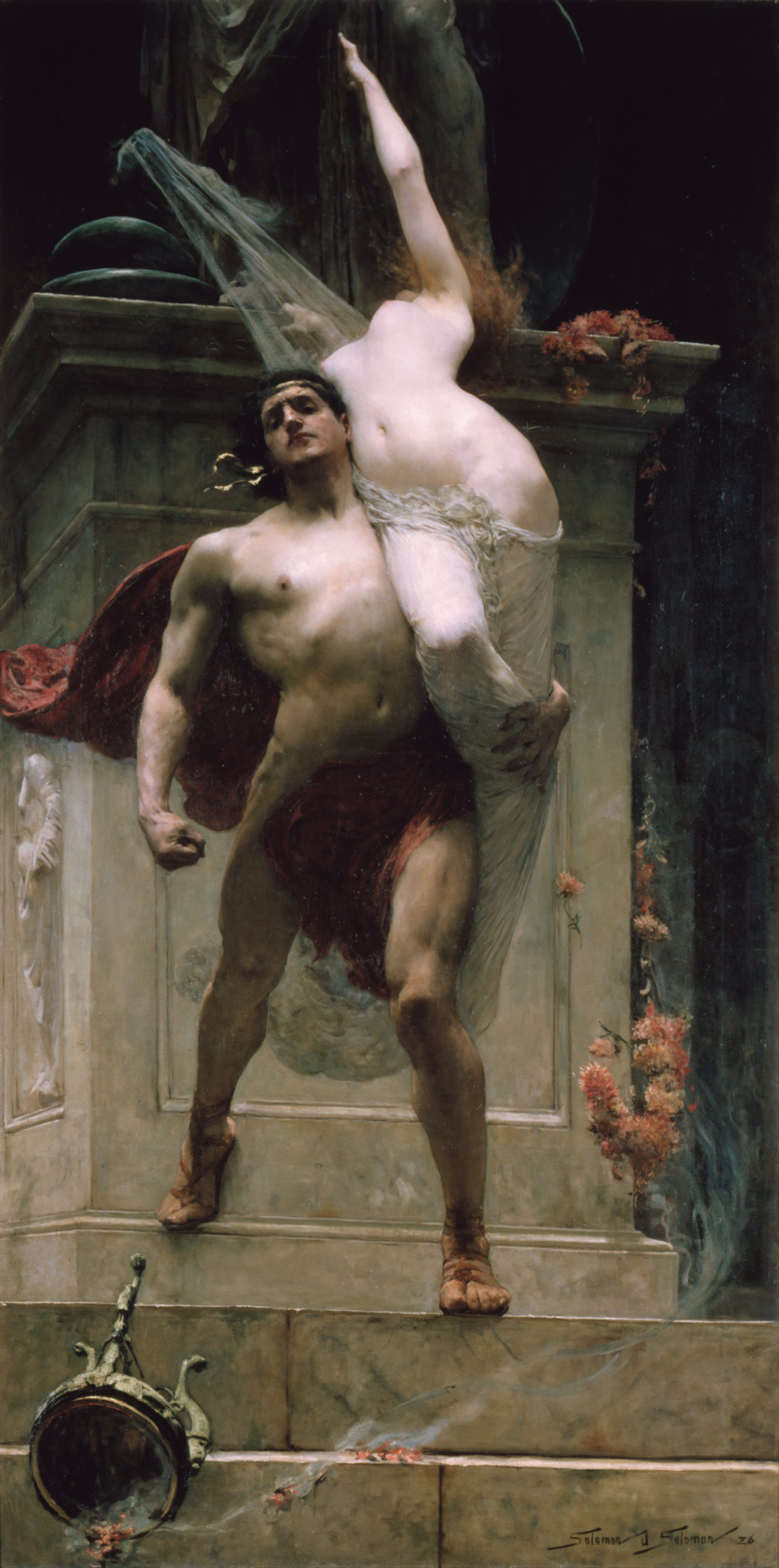
Áyax y Casandra por Solomon Joseph Solomon, 1886.

Aunque Casandra previó la destrucción de Troya, la muerte de Agamenón y su propia desgracia, fue incapaz de evitar estas tragedias, tal era la maldición de Apolo. Su familia creía que estaba loca y, en algunas versiones, la mantuvieron encerrada en casa o encarcelada, lo que la hace enloquecer. En otras versiones, simplemente era una incomprendida.
Una vez concluida la guerra de Troya, durante el saqueo de la ciudad, Áyax, hijo de Oileo encontró a Casandra refugiada bajo un altar dedicado a Atenea. Aunque la princesa se agarró a la sagrada estatua de la diosa, (bien fuera el Paladio, bien otra estatua distinta), en el frenesí del saqueo Áyax desoyó los ruegos, y la arrastró junto con la estatua. Según algunas fuentes la violó en ese preciso lugar; para otras fuentes, el sacrilegio cometido por Áyax había consistido en no respetar la sagrada estatua de la diosa. Este hecho condenó al guerrero, pues Poseidón, impelido por la humillada Atenea, hundió su barco causando una tormenta en las cercanías del promontorio de las rocas Giras, donde Áyax murió ahogado, o clavado a las rocas por el tridente de Poseidón según otra variante de la leyenda.
Casandra fue entregada como concubina al rey Agamenón de Micenas. Este ignoraba que, mientras guerreaba en Troya, su esposa Clitemnestra se había hecho amante de Egisto. Cuando Agamenón y Casandra regresaron a Micenas, Clitemnestra le pidió a su marido que anduviera por encima de una alfombra morada, el color que simboliza a los dioses. A pesar de que Casandra le avisó reiteradamente que no lo hiciera, el rey la ignoró y cruzó la alfombra, cometiendo así un sacrilegio. Clitemnestra y Egisto asesinaron a ambos. En algunas versiones, Casandra y Agamenón habían tenido gemelos: Telédamo y Pélope. Ambos fueron asesinados también por Egisto.
Télefo, hijo de Heracles, también amaba a Casandra. Sin embargo, ella se burlaba de él y le ayudó a seducir a Laódice, hermana de Casandra. 
Hay versiones alternativas de la historia en las que Casandra, siendo niña, pasó la noche en el templo de Apolo con su hermano gemelo Héleno y las serpientes del templo chuparon y limpiaron sus orejas, por lo que ambos serían capaces a partir de entonces de oír el futuro. Este es un tema recurrente en la mitología griega. Otras versiones sugieren que Casandra consiguió la habilidad de entender el idioma de los animales, en lugar de conocer el futuro.

## Adaptaciones modernas
Casandra aparece en el quinto libro de Geoffrey Chaucer, Troilo y Crésida (Troilus and Criseyde, 1385), como la hermana de Troilo. Este sueña un día que su amada Crésida está enamorada de un cerdo, y pide consejo a Casandra. Ésta interpreta correctamente el sueño y le dice que Crésida ya no lo ama porque ahora quiere a Diomedes, guerrero griego (uno de cuyos ancestros era famoso por haber matado un gigantesco y feroz jabalí: el Jabalí de Calidón). Debido a la maldición, Troilo no cree a Casandra.
En 1987 el compositor Iannis Xenakis compuso la obra Kassandra, para barítono amplificado o con falsete (puede incluirse un salterio de 20 cuerdas) y percusión.
El mito también fue abordado por la escritora alemana Christa Wolf en su obra Kassandra. El libro cuenta la historia desde el punto de vista de Casandra en el momento de su muerte. 
El músico italiano Vittorio Gnecchi (1876-1954), compuso su ópera Cassandra (1905; revisada en 1909), con libreto de Luigi Illica.
En 1970 el compositor inglés Brian Ferneyhough finalizó Cassandra´s Dream Song, para flauta. Su duración es de aproximadamente diez minutos.  
El grupo sueco ABBA en el tema "Cassandra" habla sobre una persona que se arrepiente de no haberle creído sobre su poder y hace referencia a varios puntos del mito. El tema fue escrito por Benny Andersson y Björn Ulvaeus y aparece en The Visitors (álbum).
La autora Marion Zimmer Bradley escribió una novela de fantasía histórica llamada La antorcha (1987) que recuenta la Ilíada, también desde el punto de vista de Casandra.
En la novela de Markus Sedwick The Foreshadowing, Alexandra, el personaje principal, tiene el don de ver el futuro, aunque principalmente ve la muerte y el sufrimiento ajeno. Además, al crecer en la Inglaterra de la Primera Guerra Mundial, su poder es temido y puesto en duda. En la novela, ella lee el mito de Casandra y se da cuenta del paralelismo con su propia existencia.
En Age of Bronze: Sacrifice, de Eric Shanower, Casandra es violada en su infancia por un malvado sacerdote que pretende ser un dios.
En la novela de Clemence McLearn Inside the Walls of Troy, Casandra tiene una gran amistad con la reina Helena de Esparta cuando llegó a Troya con el príncipe Paris. Casandra odiaba a Helena con toda su alma, pero se rindió a su alegría y felicidad continua y se convirtió en su confidente. Al final de la historia, Casandra no es violada ni se va con Agamenón. Simplemente se queda con sus hermanas Políxena y Laódice en el templo de Atenea. El resto de la historia no se cuenta.

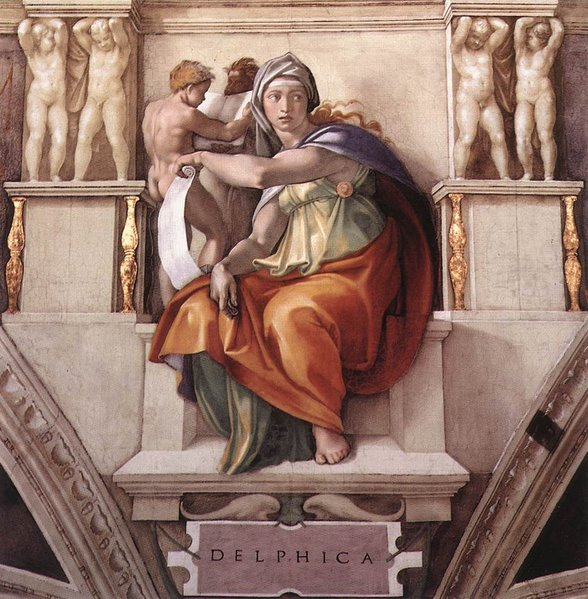
Representación de Miguel Ángel de la Sibila délfica, a veces identificada con Casandra y como una alusión del autor a la Grecia clásica. (fresco en la Capilla Sixtina).

En la literatura moderna, Casandra es a menudo usada como modelo de tragedia y romance, y a menudo simboliza el arquetipo de alguien cuya visión profética es oscurecida por la locura, convirtiendo sus revelaciones en cuentos o afirmaciones inconexas que no son comprendidas plenamente hasta que ocurre lo vaticinado.
El «síndrome de Casandra» es un concepto ficticio usado para describir a quien cree que puede ver el futuro, pero no puede hacer nada por evitarlo. Por ejemplo, en la película Doce monos. la doctora Kathryn Railly investiga este síndrome y a quienes lo sufren.
En la película de Woody Allen Poderosa Afrodita, Casandra aparece como uno de los personajes, avisando al protagonista de su mal futuro.
En 2024 se produjo el estreno mundial en el Teatro Colón de la Ciudad de Buenos Aires, de la ópera de cámara (o monodrama) Kassandra, del compositor Pablo Ortiz. El libreto fue escrito por Sergio Blanco.
El escritor argentino Roberto Mateo, en su novela La impronta de Casandra, toma la idea original del mito y la modifica dándole otros matices; como ejemplo, Apolo no solo le da el poder de predecir el futuro sino que, a petición de ella misma, también recibe el don de la inmortalidad, el don de la palabra justa y el deseo de convertirse en protectora de los artistas de la palabra. Con este giro en el mito original, el autor de esta novela consigue traer a Casandra hasta la época actual, generándole encuentros a través de la historia con escritores que en algún momento de su obra la mencionan; por este paseo histórico Casandra conoce, influye y ampara a Eurípides, Esquilo, Schiller y Rossetti, al igual que al personaje central de esta novela, a quien conoce en última instancia.
El poeta español Ernesto Filardi trata el mito de Casandra en la pieza homónima del poemario Penúltimo momento (Madrid, Sial, 2005). En el poema se establece una identificación de Troya con una relación de amor acabada, mientras Casandra se identifica con la amada que desde tiempo atrás ya anunciaba que la relación no tenía futuro.
El compositor, organista y clavecinista belga Bernard Foccroulle (1953), compuso su ópera Cassandra (2023), a través de la cual toca un tema latente desde fines del siglo XX y principios del XXI, como es el de la denuncia de la problemática climática.
El grupo de metal gótico Theatre of Tragedy tiene a Casandra como protagonista del primer corte de su álbum Aégis.
El grupo de rock argentino de los 70 Sui Generis le dedica un tema al mito de Casandra titulado El tuerto y los ciegos. Charly García es su autor y figura por primera vez en el disco Pequeñas anécdotas sobre las instituciones, aparecido en 1974.
En el año 2007, el cantautor español Ismael Serrano compuso una canción llamada Casandra para su disco Sueños de un hombre despierto. Así mismo, el compositor canario Pedro Guerra compuso una canción con el mismo título.
El grupo de power metal alemán Blind Guardian le dedicó las canciones Under the ice, en la que se narra su muerte, y And then there was silence, donde se habla de las visiones de Casandra sobre la Guerra de Troya. Ambas canciones se incluyen en el disco de 2002 A night at the Opera. 
En 2013, la dramaturga mexicana Silvia Peláez escribe su obra teatral Visiones o el complejo de Casandra, en la que la protagonista es una periodista de televisión, ambientalista, que tiene el poder de predecir eventos terribles pero nadie la toma en cuenta, hasta que, presionada por subir el índice de audiencia del programa, realiza un acción límite frente a las cámaras. La autora hace un paralelismo entre el Jefe de la periodista con Apolo, y el compañero de trabajo, Ayante, con Áyax. En una primera versión, la obra se presentó en lectura dramatizada en el Teatro La Gruta del Centro Cultural Helénico en 2013.
En la serie de 2020 Cosmos: mundos posibles aparece relatado el mito de Casandra en el episodio 1x12 Coming of Age In The Anthropocene.
Cassandra es un personaje importante en la serie animada de Disney, Hércules, de 1998. Es una amiga cercana de Hércules y de Ícaro. Tiene constantes visiones del futuro, por lo general desastres y es incapaz de evitarlas, porque se muestra como un personaje sombrío y sarcástico, razón por la que Hércules e Ícaro no suelen tomar en serio sus predicciones.
En el año 2022, el grupo británico Florence and The Machine dedicó una canción (Cassandra) a este mito, en su álbum Dance Fever.
En 2022, María SOA y Sara Faro forman el dúo musical gallego Fillas de Cassandra. Su música se basa en la tradición musical y oral, el feminismo, los sonidos modernos y la mitología griega.
En el 2023, la escritora barcelonesa Ros Maliévic publicó la novela "¿Por qué no me crees?" (ed. Caligrama), que protagoniza Cas, una descendiente y émula de la Casandra primera. Como detalla la contraportada: "Generación tras generación, Casandra se reencarna en sus descendientes para intentar romper la condena que pesa sobre ella y conseguir la credibilidad que le niegan"
En 2024, la cantautora estadounidense Taylor Swift incluyó en su álbum The Tortured Poets Department: The Anthology una canción titulada 'Cassandra', en la que hace referencia al mito.En la canción, la cantautora establece un paralelismo consigo misma y a cuando no se la creyó, en una aparente referencia a cuando Kanye West y Kim Kardashian grabaron una llamada telefónica con ella y tras manipularla la hicieron pública. 
En el anime Danmacchi, a partir de la tercera temporada, aparece un personaje llamado Cassandra Illion, que tiene sueños proféticos ignorados por la mayoría. El protagonista de la historia consiente sus indicaciones eventualmente